# 大島区

上越市の地域自治区。当区は東部に位置する。

大島区（おおしまく）は、新潟県上越市東部に位置する地域自治区。全域が旧東頸城郡大島村にあたり、同村の上越市への合併とともに2005年1月1日に設けられた。

## 地理
上越市中心市街地から東に位置する。東西に国道253号と北越急行ほくほく線が走り、保倉川が区を縦貫して流れている。全国有数の豪雪地帯であり、特別豪雪地帯に指定されている。
- 河川 : 保倉川

## 施設
- 大島コミュニティプラザ - 2005年7月にオープンした、大島区総合事務所などが入る2階建ての施設[2]。
- 大島多目的ホールふれあい館

## 教育
- 上越市立大島小学校
- 上越市立大島中学校

1974年（昭和49年）4月1日、旧大島中学校（牛ヶ鼻）・旭中学校（田麦）・保倉中学校（大平）を統合して大島村の中心上達600番地に開設。

## 交通

### 鉄道路線
- 北越急行ほくほく線
  - ほくほく大島駅

### バス
- 東頸バス - 当区と浦川原区を結ぶ路線を運行[3]。
- 市営バス - 区内完結の「大島区内バス」を運行[4]。

### 道路
- 一般国道
  - 国道253号
  - 国道403号
- 都道府県道
  - 新潟県道13号上越安塚柏崎線
  - 新潟県道78号大潟高柳線
  - 新潟県道229号菖蒲棚岡線
  - 新潟県道348号菖蒲高原線

## 名所・旧跡・観光スポット・祭事・催事
ところてんが名物である。
- 蓮野の棚田（日本の棚田百選）
- 田麦ぶなの森園
- 板山不動尊
- あさひの里 大島庄屋の家
- 飯田邸（登録有形文化財）
- 大山温泉「あさひ荘」 - 第三セクターにより運営されていたが、2014年末をもって休館中[6][7]。
- 青空市場
- ほたるライン「ほたる見台」
- グリーンハウス
- 鼻毛の池
- 菖蒲高原ベルハウス
- コテージ村・キャンプ場

## テレビ放送の電波状況
4方を山に囲まれる等の地理的な条件より、NHKをはじめ民放の難視地域であり、地上デジタル放送完全移行以降は完全に不可視地域となることが予想されている。加えて、豪雪地ゆえ衛星放送も冬季には、雪の為に見ることが難しい地域である。